# Chóvar (kommunhuvudort)
Chóvar är en kommunhuvudort i Spanien.   Den ligger i provinsen Província de Castelló och regionen Valencia, i den östra delen av landet, 300 km öster om huvudstaden Madrid. Chóvar ligger 417 meter över havet och antalet invånare är 339.
Terrängen runt Chóvar är kuperad. Runt Chóvar är det tätbefolkat, med 297 invånare per kvadratkilometer. Närmaste större samhälle är Sagunto, 19,0 km söder om Chóvar. 